# Shen Menglu
Shen Menglu (xinès simplificat: 沈梦露, pinyin: Shěn Mènglù; Huai'an, Jiangsu 10 de maig de 2002) és una jugadora de futbol xinesa. Juga com a davantera, i fou la primera jugadora xinesa en jugar la Super Lliga Portuguesa de futbol.
Des del 2024 juga al Bayer Leverkusen.

## Biografia
Va iniciar-se al futbol base de Jiangsu, passant per diversos escalafons. La temporada 2020, va ser ascendida al primer equip del Jiangsu Ladies i va debutar a la Superlliga de futbol, quedant subcampiones al final de la temporada 2020-2021. El 12 de juliol de 2021, va fitxar per l'Sporting de Portugal. El 29 d'agost de 2021, l'Sporting Portugal va derrotar el Benfica per 2-0 a la Supercopa de Portugal, i obtenint el títol de campiones. El 31 d'octubre de 2021, a un partit del filial en la quarta jornada de la Lliga, va eixir de la banqueta i va completar un hat-trick, ajudant a l'Sporting de Portugal B a vèncer l'equip de futbolde l'Alberca per 7-0. El 7 de novembre de 2021, a la 6a jornada de la Superlliga portuguesa, va eixir des de la banqueta al minut 76, fent així el debut a la lliga. El 4 de gener de 2022 es va rescindir el contracte que l'unia amb l'Sporting de Lisboa, i el 6 de gener es va incorporar a l'Atlético Ouriense.
El 2023 fitxa pel Celtic Football Club, i el març de 2023 fou elegida la jugadora del mes de la SWPL1. A l'equip va coincidir amb la seua compatriota Shen Mengyu.

## Internacional
El 2015, va ser seleccionada per primera vegada per a la Selecció Sub-13, i després seleccionada successivament per a les Seleccions Sub-14, Sub-16, Sub-18 i Sub-19. El 2019, participa a la Copa Asiàtica Femenina U19. Actualment és jugadora de la selecció femenina xinesa sub-20.